# Anette Norberg
Anette Charlotte Norberg (Härnösand, 12 de noviembre de 1966) es una deportista sueca que compitió en curling.
Participó en dos Juegos Olímpicos de Invierno, obteniendo dos medallas, oro en Turín 2006 y oro en Vancouver 2010.
Ganó nueve medallas en el Campeonato Mundial de Curling entre los años 1988 y 2011, y doce medallas en el Campeonato Europeo de Curling entre los años 1984 y 2008.

## Palmarés internacional
| Juegos Olímpicos   | Juegos Olímpicos                  | Juegos Olímpicos  | Juegos Olímpicos |
| Año                | Lugar                             | Medalla           | Prueba           |
| ------------------ | --------------------------------- | ----------------- | ---------------- |
| 2006               | Turín (Italia)                    | Medalla de oro    | Equipo           |
| 2010               | Vancouver (Canadá)                | Medalla de oro    | Equipo           |
| Campeonato Mundial |                                   |                   |                  |
| Año                | Lugar                             | Medalla           | Prueba           |
| 1988               | Glasgow (Reino Unido)             | Medalla de bronce | Equipo           |
| 1989               | Milwaukee (Estados Unidos)        | Medalla de bronce | Equipo           |
| 1991               | Winnipeg (Canadá)                 | Medalla de bronce | Equipo           |
| 2001               | Lausana (Suiza)                   | Medalla de plata  | Equipo           |
| 2003               | Winnipeg (Canadá)                 | Medalla de bronce | Equipo           |
| 2005               | Paisley (Reino Unido)             | Medalla de oro    | Equipo           |
| 2006               | Grande Prairie (Canadá)           | Medalla de oro    | Equipo           |
| 2009               | Gangneung (Corea del Sur)         | Medalla de plata  | Equipo           |
| 2011               | Esbjerg (Dinamarca)               | Medalla de oro    | Equipo           |
| Campeonato Europeo |                                   |                   |                  |
| Año                | Lugar                             | Medalla           | Prueba           |
| 1984               | Morzine (Francia)                 | Medalla de plata  | Equipo           |
| 1987               | Oberstdorf (RFA)                  | Medalla de plata  | Equipo           |
| 1988               | Perth (Reino Unido)               | Medalla de oro    | Equipo           |
| 1989               | Engelberg (Suiza)                 | Medalla de bronce | Equipo           |
| 1991               | Chamonix (Francia)                | Medalla de bronce | Equipo           |
| 2001               | Vierumäki (Finlandia)             | Medalla de oro    | Equipo           |
| 2002               | Grindelwald (Suiza)               | Medalla de oro    | Equipo           |
| 2003               | Courmayeur (Italia)               | Medalla de oro    | Equipo           |
| 2004               | Sofía (Bulgaria)                  | Medalla de oro    | Equipo           |
| 2005               | Garmisch-Partenkirchen (Alemania) | Medalla de oro    | Equipo           |
| 2007               | Füssen (Alemania)                 | Medalla de oro    | Equipo           |
| 2008               | Örnsköldsvik (Suecia)             | Medalla de plata  | Equipo           |